# Хэтэуэй, Гарнет
Гарнет Хэтэуэй (англ. Garnet Hathaway; род. 23 ноября 1991, Нейплс, Флорида) — американский хоккеист, нападающий клуба «Филадельфия Флайерз».

## Карьера
На студенческом уровне играл за команду «Браун Беарс», которая представляет Брауновский университет; за эту команду он играл в течение четырёх сезонов. Затем он продолжил свою карьеру в «Абботсфорд Хит», сыграв за неё восемь матчей, после чего перешёл в хоккейный клуб «Адирондак Флэймз», в котором провёл свой лучший сезон, заработав 36 очков (19+17).
13 апреля 2015 года подписал двухлетний контракт с «Калгари Флэймз». Продолжил карьеру в фарм-клубе команды «Стоктон Хит», откуда был вызван в НХЛ. 29 февраля 2016 года дебютировал в НХЛ в матче с «Филадельфией Флайерз», матч закончился победой «Флайерз» со счётом 5:3. Первую шайбу забросил 20 ноября 2016 года в матче с «Детройт Ред Уингз», а «Калгари» выиграл матч со счётом 3:2.
1 июля 2019 года подписал четырёхлетний контракт с клубом «Вашингтон Кэпиталз». 18 ноября 2019 года в матче с «Анахайм Дакс», который закончился победой «столичных» со счётом 5:2, Хэтэуэй плюнул во время драки в защитника «уток» Эрика Гудбрансона, за что получил дисквалификацию и был оштрафован на более 24 тыс. долларов.
23 февраля 2023 года вместе с защитником Дмитрием Орловым был обменян в «Бостон Брюинз». По окончании сезона стал свободным агентом и перешёл в «Филадельфию Флайерз», с которой подписал двухлетний контракт.